# Miguel León-Portilla
Miguel León-Portilla (Città del Messico, 22 febbraio 1926 – Città del Messico, 1º ottobre 2019) è stato un antropologo e storico messicano, considerato la massima autorità del pensiero e della letteratura nahuatl (azteca) nelle epoche precolombiana e coloniale.Nel 2013, la Biblioteca del Congresso degli Stati Uniti gli ha conferito il Living Legend Award..

## Biografia
Nato a Città del Messico, Miguel León-Portilla ebbe interesse per il Messico indigeno fin dalla tenera età, incoraggiato da suo zio Manuel Gamio, un illustre archeologo. Gamio ebbe un'influenza duratura sulla sua vita e carriera, portandolo sin da ragazzo in viaggi in importanti siti archeologici in Messico. León-Portilla frequentò l'Instituto de Ciencias di Guadalajara e poi conseguì un BA (1948) e un MA summa cum laude (1951) presso l'Università gesuita Loyola di Los Angeles. Ritornato in Messico nel 1952, mostrò allo zio un'opera teatrale che aveva scritto su Quetzalcoatl; allora Gamio presentò suo nipote a padre Ángel María Garibay K., le cui pubblicazioni negli anni '30 e '40 portarono per la prima volta la letteratura nahuatl all'attenzione del pubblico diffuso in Messico.
Avendo bisogno di guadagnarsi da vivere, León-Portilla iniziò a frequentare la facoltà di giurisprudenza e lavorò presso una società finanziaria. Allo stesso tempo insegnò al Mexico City College, una scuola di lingua inglese nel quartiere di Condesa. Altri istruttori includevano importanti studiosi di storia e cultura indigena messicana come Wigberto Jiménez Moreno, Fernando Horcasitas e Eduardo Noguera. Gamio convinse León-Portilla ad abbandonare gli studi in giurisprudenza e il lavoro nel mondo degli affari per lavorare presso l'Inter-American Indian Institute, un'organizzazione specializzata dell'Organizzazione degli Stati Americani, diretta da Gamio. León-Portilla iniziò gli studi universitari presso l'UNAM, completando la sua tesi di dottorato, "La Filosofía Náhuatl estudiada en sus fuentes", nel 1956, una tesi che lanciò la sua carriera accademica.

## Carriera
León-Portilla dette origine ad un movimento per la comprensione e la rivalutazione della letteratura nahuatl, dall'era pre-colombiana fino alla contemporanea, considerato che il nahuatl continua ad essere parlato da oltre un milione e mezzo di persone. I suoi lavori in inglese sulla letteratura inclusero Letterature precolombiane del Messico (1986), Fifteen Poets of the Aztec World (2000), e con Earl Shorris, In the Language of Kings: An Anthology of Letteratura mesoamericana, dalla precolombiana al presente (2002).  Paragonò anche la letteratura dei Nahuas a quella degli Inca. Un'altra area di ricerca riguardava la religione e la spiritualità indigena, con opere tra cui Spiritualità dei nativi mesoamericani (1980),  e Spiritualità dei nativi mesoamericani del sud: dal culto del serpente piumato alla teologia della liberazione (1997). Pubblicò anche un lavoro sui Maya, Tempo e realtà nel pensiero dei Maya (1990).
Oltre ad aver contribuito in prima persona al progetto per un'educazione bilingue nel Messico rurale, León-Portillaha scoprì per primo le opere del francescano Bernardino de Sahagún, fonte principale di informazioni relative alla civilizzazione azteca e i cui dodici volumi di Storia generale delle cose della Nuova Spagna, spesso indicati come Codice fiorentino, sono cruciali per comprendere la religione, la società e la cultura Nahua; importanti anche a fornire un resoconto della conquista del Messico dal punto di vista messicano. León-Portilla fu il primo a definire Sahagún come il "padre dell'antropologia nel Nuovo Mondo". Dietro insistenza delle autorità spagnole, León-Portilla ne scrisse una versione in castigliano, ma l'opera originale non fu mai pubblicata. Prima di León-Portilla, il Codice fiorentino era stato tradotto solo una volta, in tedesco, ed anche questa versione era incompleta.
Con Garibay, León-Portilla diede un contributo allo studio dello storico mesoamericano del XIX secolo Manuel Orozco y Berra.  León-Portilla pubblicò anche due volumi sul lavoro degli umanisti mesoamericani, incluso il suo mentore Garibay. Come storico, León-Portilla portò alla comprensione della figura di Tlacaelel. Originariamente considerato un personaggio oscuro, oggi Tlacaélel viene considerato l'architetto dell'Impero Azteco.
Nel campo degli studi coloniali Nahuatl, in particolare della Nuova Filologia , il lavoro di León-Portilla su una raccolta di testamenti della fine del XVI secolo in Nahuatl, I Testamenti di Culhuacan , ha contribuito alla comprensione delle interazioni a livello locale all'interno di una città Nahuatl.
León-Portilla morì a Città del Messico il 1º ottobre 2019 a 93 anni dopo essere stato ricoverato in ospedale per gran parte dell'anno. Il suo corpo venne esposto il 3 ottobre 2019 al Palacio de Bellas Artes.

## Vita privata
León-Portilla sposò Ascensión Hernández Triviño, una linguista e accademica spagnola, nel 1965. Anche la loro figlia, Marisa León-Portilla, è una storica.

## Premi e riconoscimenti
All'inizio della sua carriera accademica, nel 1969, gli fu assegnata una borsa di studio Guggenheim.  Questo fu il primo di molti premi e riconoscimenti accademici, tra cui la Medaglia d'Onore Belisario Domíngue, il più alto riconoscimento conferito dal Senato messicano. Nel 1970, fu eletto membro del Collegio Nazionale del Messico e, nel 1995, membro dell'Accademia Nazionale delle Scienze degli Stati Uniti. Dal 1987 al 1992, fu delegato permanente del suo paese presso l'UNESCO, periodo durante il quale nominò con successo cinque siti precolombiani in Messico per l'inclusione nella Lista del Patrimonio Mondiale. Il 12 dicembre 2013, León-Portilla ricevette il Living Legend Award dalla Biblioteca del Congresso degli Stati Uniti. Fu anche membro dell'Accademia messicana di lingua e dell'Accademia messicana di storia.

## Opere principali
- La Filosofia Nahuatl (La filosofia nahuatl estudiada en sus fuentes) León-Portilla ci spiega che, sebbene gli Aztechi non avessero una loro filosofia vera e propria, così come viene considerata nel mondo contemporaneo, i loro tlamatinimê cercavano di comprendere il mondo, facendo domande e cercando di approfondire le questioni. León-Portilla dichiara che quelli che gli Europei consideravano "divinità", per gli Aztechi erano diverse manifestazioni della dualità Ometeotl/Omecihuatl (nostro signore/nostra signora della dualità). Questa tesi fu da lui ampliata nel Pensiero e cultura azteca: studio della mente antica náhuatl.
- La visione dei vinti. Questa è la sua opera più popolare e più famosa, tradotta in una decina di lingue. In questo breve libro, León-Portilla riunisce vari frammenti della visione nahua della conquista spagnola, dalle premonizioni di Montezuma fino ai "canti tristi" seguiti alla conquista. Questo libro fu seguito da altre raccolte di fonti inca e maya.